# Stockholms kommuns valkrets
Stockholms kommuns valkrets (fram till 1970 Stockholms stads valkrets) är en av valkretsarna vid val till riksdagen. 

## Mandatantal
Antalet mandat i det första valet till enkammarriksdagen 1970 var 31 fasta mandat och 5 utjämningsmandat. I valet 1973 sjönk antalet till 29 plus 5, i valet 1976 till 27 plus 5 och i valet 1979 till 26 plus 5. Därefter var antalet mandat oförändrat till valet 1985, då antalet sjönk till 25 plus 4. I valet 1988 återfick valkretsen ett femte utjämningsmandat, men i valen 1991 och 1994 var antalet mandat 25 fasta och bara ett utjämningsmandat. Antalet mandat har därefter gradvis ökat på nytt, och i riksdagsvalet 2022 hade Stockholms kommun 29 fasta mandat och 5 utjämningsmandat.
| 1970 | 1973 | 1976 | 1979 | 1982 | 1985 | 1988 | 1991 | 1994 | 1998 | 2002 | 2006 | 2010 | 2014 | 2018 | 2022 |
| ---- | ---- | ---- | ---- | ---- | ---- | ---- | ---- | ---- | ---- | ---- | ---- | ---- | ---- | ---- | ---- |
| 31   | 29   | 27   | 26   | 26   | 25   | 25   | 25   | 25   | 26   | 27   | 27   | 28   | 29   | 29   | 29   |

## Ledamöter under enkammarriksdagen (ej komplett lista)

### 1971–1973
- Gösta Bohman, m
- Yngve Holmberg, m (1971–16/10 1972)
  - Filip Fridolfsson, m (17/10 1972–1973)
- Allan Hernelius, m
- Astrid Kristensson, m
- Bertil Lidgard, m
- Anders Wijkman, m
- Karin Andersson, c
- Anna Eliasson, c
- Olof Johansson, c
- Bengt Sjönell, c
- Per Ahlmark, fp
- Kerstin Anér, fp
- Olle Dahlén, fp
- Gunnar Helén, fp
- Ola Ullsten, fp
- Daniel Wiklund, fp
- Jan-Erik Wikström, fp
- Sten Andersson, s
- Nancy Eriksson, s
- Lennart Geijer, s
- Anita Gradin, s
- Hans Hagnell, s
- Knut Johansson, s
- Oskar Lindkvist, s
- Torsten Nilsson, s
- Olof Palme, s
- Yngve Persson, s
- Gertrud Sigurdsen, s
- Maj Britt Theorin, s
- Inga Thorsson, s
- Bertil Zachrisson, s
- C.-H. Hermansson, vpk
- Karin Nordlander, vpk
- Sune Olsson, vpk
- John Takman, vpk

### 1974–1975/76
- Gösta Bohman, m
- Ingrid Diesen, m
- Filip Fridolfsson, m
- Allan Hernelius, m
- Astrid Kristensson, m
- Bertil Lidgard, m
- Margaretha af Ugglas, m
- Anders Wijkman, m
- Karin Andersson, c
- Anna Eliasson, c
- Gunnar Hedlund, c
- Olof Johansson, c
- Bengt Sjönell, c
  - Paul Grabö, c (ersättare 15/11–31/12 1974)
- Per Ahlmark, fp
  - Jan-Erik Wikström, fp (ersättare för Per Ahlmark 12/3–22/4 1974)
- Kerstin Anér, fp
  - Jan-Erik Wikström, fp (ersättare för Kerstin Anér 23/4–31/5 1974)
  - Jan-Erik Wikström, fp (ersättare för Kerstin Anér 13/11–13/12 1975)
- Gunnar Helén, fp (1974–31/12 1975)
  - Jan-Erik Wikström, fp (10/1–3/10 1976)
- Ola Ullsten, fp
  - Jan-Erik Wikström, fp (ersättare för Ola Ullsten 23/1–24/2 1975)
- Sivert Andersson, s
- Sten Andersson, s
  - Bosse Ringholm,  s (ersättare 2/5 1976 - 4/6 1976)
- Lennart Geijer, s(statsråd under mandatperioden)
  - Stig Gustafsson, s (ersättare 15/2 1974–1975/76)
- Anita Gradin, s
- Mats Hellström, s
- Knut Johansson, s
- Oskar Lindkvist, s
- Torsten Nilsson, s
- Olof Palme, s (statsminister under mandatperioden)
  - Barbro Engman, s (ersättare 15/2 1974–1975/76)
- Gertrud Sigurdsen, s (statsråd under mandatperioden)
  - Lars Ulander, s (ersättare 15/2 1974–1975/76)
- Maj Britt Theorin, s
- Inga Thorsson, s
- Bertil Zachrisson, s (statsråd under mandatperioden)
  - Turid Ström, s (ersättare 15/2 1974–1975/76)
- C.-H. Hermansson, vpk
  - Barbro Backberger, vpk (ersättare 23/3–22/4 1974)
- Karin Nordlander, vpk
- Sune Olsson, vpk
- John Takman, vpk

### 1976/77–1978/79
- Gösta Bohman, m (statsråd 8/10 1976–18/10 1978)
  - Blenda Littmarck, m (ersättare 11/10 1976–4/10 1977; ledamot 5/10 1977–1978/79)
  - Sixten Pettersson, m (ersättare 7/10–17/10 1977)
- Ingrid Diesen, m
- Filip Fridolfsson, m
- Allan Hernelius, m
- Astrid Kristensson, m
- Bertil Lidgard, m
- Margaretha af Ugglas, m
- Anders Wijkman, m
- Karin Andersson, c
- Anna Eliasson, c
- Olof Johansson, c (statsråd 8/10 1976–18/10 1978)
  - Torsten Sandberg, c (ersättare 11/10 1976–18/10 1978)
- Bengt Sjönell, c
- Per Ahlmark, fp (1976/77–31/12 1978; statsråd 8/10 1976–7/3 1978)
  - Olle Wästberg, fp (ersättare för Per Ahlmark 11/10 1976–6/3 1978)
    - Margareta Andrén, fp (ersättare 3/10-31/12 1978)
      - Olle Wästberg, fp (31/12 1978–30/9 1979)
- Karin Ahrland, fp
- Ola Ullsten, fp (statsråd 8/10 1976–1978/79; statsminister 18/10 1978–30/9 1979)
  - Carl Tham, fp (ersättare för Ola Ullsten 11/10–18/12 1976)
    - Margareta Andrén, fp (ersättare för Ola Ullsten 10/1 1977-7/3 1978)
      - Olle Wästberg, fp (ersättare för Ola Ullsten 7/3-20/12 1978)
        - Margareta Andrén (ersättare 1/1-30/9 1979), fp
- Jan-Erik Wikström, fp (statsråd 8/10 1976–30/9 1979)
  - Bonnie Bernström, fp (ersättare för Jan-Erik Wikström 11–17/10 1976)
    - Margareta Andrén, fp (ersättare för Jan-Erik Wikström 18/10–18/12 1976)
      - Bonnie Bernström, fp (ersättare för Jan-Erik Wikström 10/1 1977-27/3 1978)
        - Margareta Andrén, fp (ersättare för Jan-Erik Wikström 28/3 1978–3/6 1978)
          - Bonnie Bernström, fp (statsrådsersättare 1978/79)
- Sivert Andersson, s
- Sten Andersson, s
  - Stig Gustafsson, s (ersättare 9/5–9/6 1979)
- Barbro Engman, s
  - Stig Gustafsson, s (ersättare 3/11 1978–30/4 1979)
- Anita Gradin, s
- Mats Hellström, s
- Knut Johansson, s
- Oskar Lindkvist, s
- Olof Palme, s (statsminister 4–8/10 1976)
  - Lars Ulander, s (ersättare 4–7/10 1976)
- Gertrud Sigurdsen, s (statsråd 4–8/10 1976)
- Maj Britt Theorin, s
- Inga Thorsson, s
  - Lars Ulander, s (ersättare 8/11 1976–3/10 1977, 5/10 1977-30/9 1979)
- Bertil Zachrisson, s (statsråd 4–8/10 1976)
  - Turid Ström, s (ersättare 4–7/10 1976)
- Tommy Franzén, vpk
- C.-H. Hermansson, vpk
- Eva Hjelmström, vpk
- Karin Nordlander, vpk
- Billy Eriksson, vpk ??(ersättare 1/2–18/3 1977)

### 1979/80–1981/82
- Carl Bildt, m
  - Filip Fridolfsson, m (ersättare 5/11 1979–5/10 1981)
- Lennart Blom, m
- Gösta Bohman, m (statsråd 12/10 1979–5/5 1981)
- Elisabeth Fleetwood, m
- Allan Hernelius, m
- Bertil Lidgard, m
- Blenda Littmarck, m
- Sixten Pettersson, m (1979/80–28/2 1982)
- Margaretha af Ugglas, m
- Karin Andersson, c (statsråd 12/10 1979–1981/82)
- Anna Eliasson, c
  - Cecilia Jensfelt, c (ersättare 17/10–16/11 1981)
- Olof Johansson, c (statsråd 12/10 1979–1981/82)
  - Paul Grabö, c (ersättare 12/10 1979–1981/82)
- Birgit Friggebo, fp (statsråd under mandatperioden)
  - Carl Tham, fp (ersättare för Birgit Friggebo 12/10–6/10 1980)
    - Hadar Cars, fp (ersättare för Birgit Friggebo 1980/81–1981/82)
- Ola Ullsten, fp (statsråd under mandatperioden; statsminister 1–12/10 1979)
- Jan-Erik Wikström, fp (statsråd under mandatperioden)
- Olle Wästberg, fp
  - Margareta Andrén, fp (ersättare under mandatperioden)
  - Bonnie Bernström, fp (ersättare under mandatperioden)
  - Hadar Cars, fp (ersättare 13/11–31/12 1979)
  - Hadar Cars, fp (ersättare 20/4–21/5 1980)
  - Gertrud Hedberg, fp (ersättare 18/11 1981–31/1 1982)
  - Gertrud Hedberg, fp (ersättare 14/4–12/6 1982)
- Sivert Andersson, s
- Sten Andersson, s
- Anita Gradin, s
- Mats Hellström, s
- Oskar Lindkvist, s
- Olof Palme, s
- Ingrid Segerström, s
- Gertrud Sigurdsen, s
- Maj Britt Theorin, s
- Lars Ulander, s
- Bertil Zachrisson, s
  - Stig Gustafsson, s (ersättare 11/10–15/11 1979)
  - Stig Gustafsson, s (ersättare 25/2–10/4 1980)
  - Stig Gustafsson, s (ersättare 23/4–5/10 1980)
  - Stig Gustafsson, s (ersättare 13/10–13/11 1981)
  - Anita Modin, s (ersättare 7/10–14/11 1980)
  - Anita Modin, s (ersättare 17/11–19/12 1980)
  - Anita Modin, s (ersättare 1/5–5/10 1981)
  - Anita Modin, s (ersättare 22/10–19/12 1981)
  - Anita Modin, s (ersättare 1/3–3/10 1982)
- Tommy Franzén, vpk
- C.-H. Hermansson, vpk
- Eva Hjelmström, vpk
- Karin Nordlander, vpk
  - Billy Eriksson, vpk (ersättare 15/4–14/5 1980)

### 1982/83–1984/85
- Ulf Adelsohn, m
- Carl Bildt, m
- Lennart Blom, m
- Gösta Bohman, m
- Göran Ericsson, m
- Elisabeth Fleetwood, m
- Filip Fridolfsson, m
- Bertil Lidgard, m (1982/83–26/12 1984)
  - Axel Wennerholm, m (9/1–29/9 1985)
- Blenda Littmarck, m
- Barbro Nilsson, m
- Margaretha af Ugglas, m
  - Carl-Johan Ihrfors, m (ersättare 4/5–3/6 1983)
  - Axel Wennerholm, m (ersättare 17/11–17/12 1982)
  - Axel Wennerholm, m (ersättare 24/3–23/4 1983)
  - Axel Wennerholm, m (ersättare 30/4–2/6 1984)
- Karin Andersson, c (statsråd 4–8/10 1982)
  - Anna Eliasson, c (ersättare 4–8/10 1982)
- Olof Johansson, c (statsråd 4–8/10 1982)
  - Cecilia Jensfelt, c (ersättare 4–8/10 1982)
  - Cecilia Jensfelt, c (ersättare 22/11–21/12 1982)
  - Cecilia Jensfelt, c (ersättare 24/10–23/11 1983)
- Ola Ullsten, fp (1982/83–2/10 1984; statsråd 4–8/10 1982)
  - Bengt Westerberg, fp (3/10 1984–29/9 1985)
- Jan-Erik Wikström, fp (statsråd 4–8/10 1982)
  - Bonnie Bernström, fp (ersättare 4–8/10 1982)
  - Olle Wästberg, fp (ersättare 4–8/10 1982)
- Sivert Andersson, s
- Sten Andersson, s (statsråd 8/10 1982–1984/85)
- Anita Gradin, s (statsråd 8/10 1982–1984/85)
- Stig Gustafsson, s
- Mats Hellström, s (statsråd 1/1 1983–1984/85)
  - Gerd Engman, s (statsrådsersättare för Mats Hellström 13/1 1983–18/11 1984)
    - Berit Bölander, s (statsrådsersättare för Mats Hellström 19/11–20/12 1984)
      - Gerd Engman, s (statsrådsersättare för Mats Hellström 21/12 1984–29/9 1985)
- Oskar Lindkvist, s
- Anita Modin, s
- Olof Palme, s (statsminister 8/10 1982–1985/86)
  - Monica Andersson, s (statsrådsersättare för Olof Palme 8/10 1982–10/1 1983; ledamot 11/1 1983–1984/85)
- Gertrud Sigurdsen, s (statsråd 8/10 1982–1985/86)
- Maj Britt Theorin, s
- Lars Ulander, s
- Bertil Zachrisson, s (4/10 1982–10/1 1983)
  - Berit Bölander, s (ersättare 2/5–3/10 1983)
  - Berit Bölander, s (ersättare 2/5–1/10 1984)
  - Barbro Evermo, s (ersättare 8/10 1982–1984/85)
  - Bengt Lindqvist, s (ersättare 8/10 1982–1984/85)
  - Margareta Persson, s (ersättare 1/1 1983–1984/85)
  - Erkki Tammenoksa, s (ersättare 13/1 1983–1984/85)
- Tommy Franzén, vpk
- C.-H. Hermansson, vpk
- Eva Hjelmström, vpk
- Karin Nordlander, vpk (1982/83–14/10 1983)
  - Margó Sörinder Ingvardsson, vpk (15/10 1983–1984/85)
  - Margó Sörinder Ingvardsson, vpk (ersättare 1/4–31/5 1983)
  - Ingela Andersson, vpk (ersättare 26/3–25/5 1984)

### 1985/86–1987/88
- Ulf Adelsohn, m
- Carl Bildt, m
- Lennart Blom, m
- Gösta Bohman, m
- Göran Ericsson, m
- Elisabeth Fleetwood, m
- Filip Fridolfsson, m
- Blenda Littmarck, m
- Margaretha af Ugglas, m
  - Charlotte Cederschiöld, m (ersättare 29/4–2/6 1987)
  - Barbro Nilsson, m (ersättare 28/4–8/11 1987)
  - Barbro Nilsson, m (ersättare 25/11–24/12 1987)
  - Barbro Nilsson, m (ersättare 16/2–4/4 1988)
  - Barbro Nilsson, m (ersättare 4/5–7/6 1988)
  - Mikael Odenberg, m (ersättare 27/4–1/6 1987)
  - Göran Åstrand, m (ersättare 5/4–2/10 1988)
- Olof Johansson, c
- Margareta Andrén, fp
- Hadar Cars, fp
- Birgit Friggebo, fp
  - Kersti Gylling, fp (ersättare för Birgit Friggebo 13/11–12/12 1986)
  - Erik Edin, fp (ersättare för Birgit Friggebo 14/11–14/12 1987)
- Maria Leissner, fp
- Jan-Erik Wikström, fp
- Monica Andersson, s
  - Sylvia Lindgren, s (ersättare för Monica Andersson 6 oktober 1987–2 oktober 1988)
- Sivert Andersson, s (1985/86–5/11 1986)
- Sten Andersson, s (statsråd under mandatperioden)
- Anita Gradin, s (statsråd under mandatperioden)
- Mats Hellström, s (statsråd under mandatperioden)
  - Gerd Engman, s (statsrådsersättare för Mats Hellström 29/9–14/10 1985)
- Oskar Lindkvist, s
- Anita Modin, s
- Olof Palme, s (30/9 1985–28/2 1986; statsminister under samma period)
  - Barbro Evermo, s (ersättare för Olof Palme 30/9–28/2 1986; ledamot 3/3 1986–1987/88)
- Gertrud Sigurdsen, s (statsråd under mandatperioden)
- Maj Britt Theorin, s
- Lars Ulander, s
  - Berit Bölander, s (ersättare för Gertrud Sigurdsen 5/11 1986–1987/88)
  - Berit Bölander, s (ersättare 21/10 1985–4/11 1986)
  - Göran Dahlstrand, s (ersättare 25/4–26/5 1988)
  - Gerd Engman, s (ersättare 16/11 1985–28/2 1987)
  - Stig Gustafsson, s (ersättare 1985/86–4/11 1986; ledamot 5/11 1986–1987/88)
  - Sylvia Lindgren, s (ersättare 1/3 1987–1987/88)
  - Bengt Lindqvist, s (ersättare 29/9–20/10 1985)
  - Sven-Åke Nygårds, s (ersättare 28/4–31/5 1986)
  - Sven-Åke Nygårds, s (ersättare 5/11 1986–1987/88)
  - Margareta Persson, s (ersättare under mandatperioden)
  - Erkki Tammenoksa, s (ersättare 15/10 1985–1987/88)
- Bo Hammar, vpk
- Margó Sörinder Ingvardsson (från 1988 Margó Ingvardsson), vpk
- Lars Werner, vpk
  - Eva Zetterberg, vpk (ersättare 13/11–20/12 1987)

### 1988/89–1990/91
- Beatrice Ask, m (3–27/10 1988)
  - Göran Ericsson, m (28/10 1988–1990/91)
- Carl Bildt, m
- Gösta Bohman, m
- Charlotte Cederschiöld, m
- Elisabeth Fleetwood, m
- Filip Fridolfsson, m
- Margaretha af Ugglas, m
- Göran Åstrand, m
  - Mikael Odenberg, m (ersättare 19/3–19/4 1990)
- Pär Granstedt, c
- Hadar Cars, fp
- Birgit Friggebo, fp
- Maria Leissner, fp
- Barbro Westerholm, fp
- Jan-Erik Wikström, fp
  - Margareta Andrén, fp (ersättare för Jan-Erik Wikström 14/10–14/11 1988)
- Åsa Domeij, mp
- Jill Lindgren, mp (3/10 1988–5/5 1989)
  - Krister Skånberg, mp (ersättare 7/2–9/5 1989, ledamot 10/5 1989–1990/91)
  - Anders Nordin, mp (ersättare 11/4–11/5 1990)
- Monica Andersson, s (3/10–7/11 1988)
  - Gerd Engman, s (ersättare för Monica Andersson 3/10–7/11 1988)
- Sten Andersson, s (statsråd under mandatperioden)
  - Barbro Evermo Palmerlund, s (statsrådsersättare för Sten Andersson 8/11 1988–1990/91)
- Anita Gradin, s (statsråd under mandatperioden)
  - Kent Carlsson, s (statsrådsersättare för Anita Gradin 1989/90)
    - Margareta Persson (statsrådsersättare för Anita Gradin 1 juli 1990–1990/91), s
- Mats Hellström, s (statsråd under mandatperioden)
- Oskar Lindkvist, s
- Bengt Lindqvist, s (statsråd under mandatperioden)
  - Gerd Engman, s (statsrådsersättare för Bengt Lindqvist 8/11 1988–9/1 1989)
    - Kent Carlsson, s (statsrådsersättare för Bengt Lindqvist 10–29/1 1989)
- Anita Modin, s
- Gertrud Sigurdsen, s (statsråd 3/10 1988–29/1 1989)
  - Barbro Evermo Palmerlund, s (ersättare för Gertrud Sigurdsen 3/10–7/11 1988)
- Maj Britt Theorin, s
- Lars Ulander, s
  - Stig Gustafsson, s (ersättare under mandatperioden)
  - Sven-Åke Nygårds, s (ersättare 3/10–7/11 1988; ledamot 8/11 1988–1990/91)
  - Margareta Persson, s (ersättare under mandatperioden)
  - Erkki Tammenoksa, s (ersättare under mandatperioden)
- Bo Hammar, vpk/v
- Margó Ingvardsson, vpk/v
- Ylva Johansson, vpk/v
- Lars Werner, vpk/v
  - Eva Zetterberg, vpk/v (ersättare 2/10–31/12 1990)

### 1991/92–1993/94
- Carl Bildt, m (statsminister 4/10 1991–1993/94)
  - Peeter Luksep, m (ersättare 5/10 1991–1993/94)
- Charlotte Cederschiöld, m
- Elisabeth Fleetwood, m
- Filip Fridolfsson, m
- Henrik Järrel, m
- Mikael Odenberg, m
- Margaretha af Ugglas, m (statsråd 4/10 1991–1993/94)
  - Ulf Kristersson, m (ersättare 5/10 1991–1993/94)
- Birgitta Wistrand, m
- Göran Åstrand, m
- Jerzy Einhorn, kds
- Olof Johansson, c (statsråd 4/10 1991–16/6 1994)
  - Christina Linderholm, c (ersättare för Olof Johansson 5/10 1991–15/6 1994)
- Birgit Friggebo, fp (statsråd 4/10 1991–1993/94)
  - Hadar Cars, fp (ersättare för Birgit Friggebo 5/10 1991–5/10 1992)
    - Lotta Edholm, fp (ersättare för Birgit Friggebo 1992/93–1993/94)
- Barbro Westerholm, fp
- Jan-Erik Wikström, fp (1991/92)
  - Hadar Cars, fp (1992/93–1993/94)
- Dan Eriksson, nyd
- Bo Jenevall, nyd
- Sten Andersson, s (statsråd 30/9–4/10 1991)
  - Sylvia Lindgren, s (ersättare för Sten Andersson 30/9–4/10 1991)
  - Barbro Evermo Palmerlund/Barbro Palmerlund, s (1991/92–1992/93)
- Kent Carlsson, s (1991/92–31/10 1993)
  - Kristina Persson, s (ersättare för Kent Carlsson 6–31/10 1993; ledamot 1/11 1993–2/10 1994)
- Anita Gradin, s (1991/92–31/10 1992) (statsråd 30/9–4/10 1991)
  - Kristina Persson, s (ersättare för Anita Gradin 30/9–4/10 1991)
- Mats Hellström, s (statsråd 30/9–3/10 1991)
  - Sven-Åke Nygårds, s (ersättare för Mats Hellström 30/9–4/10 1991)
- Oskar Lindkvist, s
- Anita Modin, s (1991/92–6/10 1992)
  - Lars Ulander, s (7/10 1992–1993/94)
- Maj Britt Theorin, s
  - Sylvia Lindgren, s (ersättare 19–31/10 1992; ledamot 1/11 1992–1993/94)
  - Bengt Lindqvist, s (ersättare 1–27/11 1992)
  - Bengt Lindqvist, s (ersättare 15/3–31/5 1993; ledamot 1993/94)
- Lars Werner, v
- Eva Zetterberg, v

### 1994/95–1997/98
- Beatrice Ask, m (statsråd 3–7/10 1994)
- Carl Bildt, m (statsminister 3–7/10 1994)
- Charlotte Cederschiöld, m (1994/95–10/10 1995)
  - Carl Erik Hedlund, m (ersättare för Beatrice Ask 3–7/10 1994, för Charlotte Cederschiöld 10/1–10/10 1995, ordinarie ledamot från 11/10 1995)
- Elisabeth Fleetwood, m
- Ulf Kristersson, m
- Mikael Odenberg, m
- Margaretha af Ugglas, m (1994/95–10/10 1995; statsråd 3–7 1994)
  - Peeter Luksep, m (ersättare för Margaretha af Ugglas 3–7/10 1994)
  - Henrik S. Järrel, m (ersättare för Carl Bildt 3–7/10 1994, för Margaretha af Ugglas 10/1–9/10 1995, ordinarie ledamot från 10/10 1995)
- Birgitta Wistrand, m
- Olof Johansson, c
- Hadar Cars, fp (1994/95–10/10 1995)
  - Bo Könberg, fp (ersättare för Hadar Cars 10/1–9/10 1995, ordinarie ledamot från 10/10 1995)
- Birgit Friggebo, fp (1994/95–31/12 1997; statsråd 3–7/10 1994)
  - Lotta Edholm, fp (ersättare för Birgit Friggebo 3–7/10 1994)
  - Anders Johnson, fp (ledamot från 1/1 1998)
- Barbro Westerholm, fp
- Michael Stjernström, kds
- Ewa Larsson, mp
- Krister Skånberg, mp (3–20/10 1994)
  - Eva Goës, mp (21/10 1994–1997/98)
- Nalin Baksi, s
  - Majvi Andersson, s (ersättare 21/1–30/5 1997)
- Mats Hellström, s (1994/95–31/7 1996; statsråd 7/10 1994–22/3 1996)
  - Nikos Papadopoulos, s (ledamot från 1/8 1996)
- Ingemar Josefsson, s
- Sylvia Lindgren, s
- Bengt Lindqvist, s (1994/95–31/12 1995)
  - Anders Ygeman, s (ersättare för Maj-Britt Theorin 10/1–31/7 1995, för Mats Hellström 1/8–9/10 1995, för Mona Sahlin 10/10–31/12 1995, ordinarie ledamot från 1/1 1996)
- Sven-Åke Nygårds, s
- Kristina Persson, s (3/10 1994–31/7 1995, ledig från 10/1 1995)
  - Juan Fonseca, s (ersättare för Mona Sahlin 8/10 1994–31/7 1995, ordinarie ledamot från 1 augusti 1995)
- Mona Sahlin, s (1994/95–15/4 1996; statsråd 7/10 1994–16/11 1995, ledig 17/11–31/12 1995)
  - Kristina Nordström, s (ersättare för Kristina Persson 10/1–31/7 1995, för Maj-Britt Theorin 1/8–9/10 1995, för Mats Hellström 10/10 1995–22/3 1996, ordinarie ledamot från 16/4 1996)
- Maj Britt Theorin, s (3/10 1994–9/10 1995, ledig från 10/1 1995)
  - Inger Segelström, s (ersättare för Mats Hellström 8/10 1994–31/7 1995, för Mona Sahlin 1/8–9/10 1995, ordinarie ledamot från 10/10 1995)
- Kenneth Kvist, v
- Eva Zetterberg, v

### 1998/99–2001/02
- Bo Könberg, fp[3]
- Barbro Westerholm, fp[3] (1998/99–1 oktober 1999)[4]
  - Ana Maria Narti, fp (1 oktober 1999–2001/02)[5]
- Stefan Attefall, kd[3]
  - Désirée Pethrus Engström, kd (ersättare för Stefan Attefall 9 oktober 2000–14 januari 2001)[6]
- Helena Höij, kd[3]
- Rolf Åbjörnsson, kd[3]
- Beatrice Ask, m[3]
- Carl Bildt, m[3] (1998/99–18 september 2001)[7]
  - Margareta Cederfelt, m (ersättare för Carl Bildt 14 september 1999–30 april 2000)[8]
    - Anna Kinberg, m (ersättare för Carl Bildt 1 maj–30 juni 2000; ledamot 18 september 2001–2001/02)[9][10]
- Elisabeth Fleetwood, m[3]
- Carl Erik Hedlund, m[3]
- Henrik S. Järrel, m[3]
- Ulf Kristersson, m[3] (1998/99–30 april 2000)[11]
  - Margareta Cederfelt, m (1 maj 2000–2001/02)[12][13]
- Anna Lilliehöök, m[3]
- Mikael Odenberg, m[3]
- Carl-Erik Skårman, m[3]
- Birgitta Wistrand, m[3]
- Ewa Larsson, mp[3]
- Yvonne Ruwaida, mp[3]
- Nalin Baksi, s[3]
- Ingemar Josefsson, s[3]
- Roland Larsson, s[3] (1998/99–2 februari 1999)[14]
  - Tullia von Sydow, s (2 februari 1999–30 september 2002)[14][15]
- Sylvia Lindgren, s[3]
- Pierre Schori, s[3] (statsråd; 1998/99–14 juni 1999)[16]
  - Tullia von Sydow, s (ersättare för Pierre Schori 5 oktober 1998–2 februari 1999)[17][14]
    - Nikos Papadopoulos, s (ersättare för Pierre Schori 2 februari–14 juni 1999; ledamot 15 juni 1999–2001/02)[14][16][18]
- Inger Segelström, s[3]
- Anders Ygeman, s[3]
- Mats Einarsson, v[3]
- Lars Ohly, v[3]
- Gudrun Schyman, v[3]
- Eva Zetterberg, v[3]

### 2002/03–2005/06
- Bo Könberg, fp[19] (2002/03–31/12 2005)
  - Louise Edlind Friberg, fp (1/1–1/10 2006)
- Ana Maria Narti, fp[19]
- Birgitta Ohlsson, fp[19]
- Mauricio Rojas, fp[19]
- Gabriel Romanus, fp[19]
- Nyamko Sabuni, fp[19]
- Stefan Attefall, kd[19]
- Helena Höij, kd[19]
- Lena Adelsohn Liljeroth, m[19]
- Beatrice Ask, m[19]
- Gunilla Carlsson, m[19]
- Gunnar Hökmark, m[19]
- Henrik Järrel, m[19]
- Anna Lilliehöök, m[19]
- Mikael Odenberg, m[19]
- Gustav Fridolin, mp[19]
- Yvonne Ruwaida, mp[19]
- Joe Frans, s[19]
- Maria Hassan, s[19]
- Sylvia Lindgren, s[19]
- Veronica Palm, s[19]
- Nikos Papadopoulos, s[19]
- Bosse Ringholm, s[19] (statsråd under mandatperioden)
  - Inger Nordlander, s (ersättare för Bosse Ringholm)
- Inger Segelström, s[19]
- Börje Vestlund, s[19]
- Anders Ygeman, s[19]
- Ulla Hoffmann, v[19]
- Kalle Larsson, v[19]
- Lars Ohly, v[19]

### 2006/07–2009/10
- Fredrick Federley, c[20]
- Solveig Ternström, c[20]
- Jan Björklund, fp[20]
  - Fredrik Malm, fp (statsrådsersättare)
    - Gulan Avci, fp (ersättare 2/3-2/9 2009)
- Carl B. Hamilton, fp[20]
- Birgitta Ohlsson, fp[20] (statsråd från 3/2 2010)
  - Gulan Avci, fp (statsrådsersättare från 3/2 2010)
- Göran Hägglund, kd[20]
- Lena Adelsohn Liljeroth, m[20]
- Beatrice Ask, m[20]
- Sebastian Cederschiöld, m[20] (till 2 oktober 2006)
  - Gustav Blix, m (från 3 oktober 2006)
- Johan Forssell, m[20] (2/10–15/11 2006)
  - Helena Rivière, m (från 16 november 2006)
- Mats Johansson, m[20]
- Anna König, m[20]
- Anna Lilliehöök, m[20]
- Mats G. Nilsson, m[20]
- Sten Nordin, m[20] (till 2008)
- Mikael Odenberg, m[20] (2/10 2006–17/9 2007; statsråd 6/10 2006–4/9 2007)
  - Sofia Arkelsten, m (18/9 2007–2009/10)
- Fredrik Reinfeldt, m[20] (statsminister 7/10 2006–2009/10)
- Mehmet Kaplan, mp[20]
- Åsa Romson, mp[20] (till 2 oktober 2006)
  - Per Bolund, mp (från 3 oktober 2006)
- Maria Wetterstrand, mp[20]
- Carin Jämtin, s[20] (till 21 december 2006)
  - Börje Vestlund, s (från 22 december 2006)
- Sylvia Lindgren, s[20]
- Veronica Palm, s[20]
- Nikos Papadopoulos, s[20]
- Bosse Ringholm, s[20]
- Anders Ygeman, s[20]
- Kalle Larsson, v[20]
- Pernilla Zethraeus, v[20]

### 2010/11–2013/14
- Andreas Carlgren, C[21] (statsråd 2010/11–29/9 2011; ledamot 2010/11–30/9 2011)
  - Abir Al-Sahlani, C (ersättare för Andreas Carlgren 2010/11–29/9 2011; ledamot 30/9 2011–2013/14)
- Fredrick Federley, C[21] (2010/11–15/6 2014)
  - Johan Hedin, C (ersättare för Fredrick Federley 3/9 2012–26/4 2013; ledamot 16/6–29/9 2014)
- Carl B. Hamilton, FP[21]
- Birgitta Ohlsson, FP[21] (statsråd under mandatperioden)
  - Fredrik Malm, FP (ersättare för Birgitta Ohlsson)
- Barbro Westerholm, FP[21]
- Robert Halef, KD[21]
- Göran Hägglund, KD[21] (statsråd under mandatperioden)
  - Caroline Szyber, KD (ersättare för Göran Hägglund)
- Maria Abrahamsson, M[21]
- Lena Adelsohn Liljeroth, M[21] (statsråd under mandatperioden)
  - Margareta Cederfelt, M (ersättare för Lena Adelsohn Liljeroth 4–25/10 2010)
    - Anton Abele, M (ersättare för Lena Adelsohn Liljeroth 26/10 2010–2013/14)
- Sofia Arkelsten, M[21]
- Beatrice Ask, M[21] (statsråd under mandatperioden)
  - Amir Adan, M (ersättare för Beatrice Ask 4–25/10 2010)
    - Cecilia Brinck, M (ersättare för Beatrice Ask 26/10 2010–2013/14)
- Gustav Blix, M[21]
- Johan Forssell, M[21]
- Anna König Jerlmyr, M[21] (4–18/10 2010)
- Mats Johansson, M[21]
- Fredrik Reinfeldt, M[21] (statsminister)
  - Jessica Rosencrantz, M (ersättare för Fredrik Reinfeldt 4–25/10 2010)
    - Margareta Cederfelt, M (ersättare för Fredrik Reinfeldt 26/10 2010–2013/14)
- H.G. Wessberg, M[21] (4–25/10 2010)
  - Cecilia Brinck, M (ersättare för H. G. Wessberg 4–25/10 2010)
    - Amir Adan, M (26/10 2010–2013/14)
- Mehmet Kaplan, MP[21]
- Åsa Romson, MP[21]
- Maria Wetterstrand, MP[21]
- Arhe Hamednaca, S[21]
- Ylva Johansson, S[21]
- Veronica Palm, S[21]
- Mona Sahlin, S[21] (4/10 2010–31/3 2011)
- Börje Vestlund, S[21]
- Anders Ygeman, S[21]
- David Lång, SD[21]
- Josefin Brink, V[21]
- Jens Holm, V[21]

### 2014/15–2017/18
- Johan Hedin, C[22]
- Johanna Jönsson, C[22]
- Fredrik Malm, FP/L[22]
- Birgitta Ohlsson, FP/L[22] (statsråd 29/9–3/10 2014)
  - Karin Karlsbro, FP (ersättare för Birgitta Ohlsson 29/9–3/10 2014)
  - Nina Lundström, FP (ersättare för Birgitta Ohlsson 17/11 2014–3/7 2015)
- Erik Ullenhag, FP/L[22] (2014/15–24/8 2016; statsråd 29/9–3/10 2014)
  - Gulan Avci, FP (ersättare för Erik Ullenhag 29/9–3/10 2014)
  - Nina Lundström, L (25/8 2016–2017/18)
- Désirée Pethrus, KD[22]
  - Erik Slottner, KD (ersättare för Désirée Pethrus 5/2–24/9 2018)[23][24]
- Caroline Szyber, KD[22]
  - Sofia Modigh, KD (ersättare för Caroline Szyber 2/1–30/4 2017)[25][26]
- Maria Abrahamsson, M[22]
- Amir Adan, M[22]
  - Gustav Blix, M (ersättare för Amir Adan 3/10–2/12 2016)
- Sofia Arkelsten, M[22]
- Beatrice Ask, M[22] (statsråd 29/9–3/10 2014)
  - Gustav Blix, M (ersättare för Beatrice Ask 29/9–3/10 2014)
- Margareta Cederfelt, M[22]
- Johan Forssell, M[22]
- Tina Ghasemi, M[22]
  - Helena Bonnier, M (ersättare för Tina Ghasemi 5/7 2017–5/3 2018)
- Fredrik Reinfeldt, M[22] (4/10–31/12 2014; statsminister 29/9–3/10 2014)
  - Dag Klackenberg, M (ersättare för Fredrik Reinfeldt 29/9–3/10 2014; ledamot 1/1 2015–2017/18)
- Jessica Rosencrantz, M[22]
- Per Bolund, MP[22] (statsråd 3/10 2014–2017/18)
  - Stefan Nilsson, MP (ersättare för Per Bolund 3/10 2014–6/6 2016)
    - Pernilla Stålhammar, MP (ersättare för Per Bolund 7/6 2016–14/7 2017)
      - Stefan Nilsson, MP 2014/15–29/11 2017, – från 30/11 2017 (ersättare för Per Bolund 15/7 2017–2017/18)
- Maria Ferm, MP[22]
- Per Olsson, MP[22] (statssekreterare 14/10 2014–2017/18)
  - Jakop Dalunde, MP (ersättare för Per Olsson 14/10 2014–17/5 2015)
    - Magda Rasmusson, MP (ersättare för Per Olsson 18/5–17/12 2015)
      - Jakop Dalunde, MP (ersättare för Per Olsson 18/12 2015–6/6 2016)
        - Stefan Nilsson, MP (ersättare för Per Olsson 7/6 2016–14/7 2017)
          - Lorentz Tovatt, MP (ersättare för Per Olsson 15/7 2017–2017/18)
- Åsa Romson, MP[22] (2014/15–14/7 2017; statsråd 3/10 2014–6/6 2016)
  - Pernilla Stålhammar, MP (ersättare för Åsa Romson 3/10 2014–6/6 2016; ledamot 15/7 2017–2017/18)
- Arhe Hamednaca, S[22]
  - Sultan Kayhan, S (ersättare för Arhe Hamednaca 2/3–28/5 2017)
    - Mattias Vepsä, S (ersättare för Arhe Hamednaca 29/5–27/7 2017)
      - Anders Österberg, S (ersättare för Arhe Hamednaca 27/7–25/9 2017)
        - Sultan Kayhan, S (ersättare för Arhe Hamednaca 25/9–22/10 2017)
- Ylva Johansson, S[22] (statsråd 3/10 2014–2017/18)
  - Teres Lindberg, S (ersättare för Ylva Johansson 3/10 2014–30/9 2015)
    - Anders Österberg, S (ersättare för Ylva Johansson 1/10 2015–28/5 2017)
      - Sultan Kayhan, S (ersättare för Ylva Johansson 29/5–24/9 2017)
        - Mattias Vepsä, S (ersättare för Ylva Johansson 25/9 2017–23/9 2018)
- Carin Jämtin, S[22] (2014/15–28/5 2017)
  - Börje Vestlund, S (29/5–22/9 2017)
    - Teres Lindberg, S (25/9 2017–23/9 2018)
- Stefan Löfven, S[22] (statsminister 3/10 2014–2017/18)
  - Lawen Redar, S (ersättare för Stefan Löfven 3/10 2014–30/9 2015)
    - Börje Vestlund, S (ersättare för Stefan Löfven 1/10 2015–28/5 2017)
      - Teres Lindberg, S (ersättare för Stefan Löfven 29/5–24/9 2017)
        - Anders Österberg, S (ersättare för Stefan Löfven 25/9 2017–23/9 2018)
- Veronica Palm, S[22] (2014/15–30/9 2015)
  - Lawen Redar, S (1/10 2015–2017/18)
- Anders Ygeman, S[22] (statsråd 3/10 2014–27/7 2017)
  - Börje Vestlund, S (ersättare för Anders Ygeman 3/10 2014–30/9 2015)
    - Teres Lindberg, S (ersättare för Anders Ygeman 1/10 2015–28/5 2017)
      - Anders Österberg, S (ersättare för Anders Ygeman 29/5–27/7 2017)
- Emanuel Öz, S[22]
- Angelika Bengtsson, SD[22]
- Adam Marttinen, SD[22]
- Jens Holm, V[22]
- Amineh Kakabaveh, V[22]
- Karin Rågsjö, V[22]

### 2018/19–2021/22
- Johan Hedin, C[27]
  - Abir Al-Sahlani, C (ersättare för Johan Hedin 14/1–19/6 2019)
    - Hannes Hervieu, C (ersättare för Johan Hedin 1/1–28/2 2021)
- Johanna Jönsson, C[27] (2018/19–2/9 2021)[28]
  - Malin Björk, C (från 2/9 2021)
- Martin Ådahl, C[27]
- Caroline Szyber, KD[27] (24/9 2018)
  - Désirée Pethrus, KD (24/9 2018–10/2 2021)
    - Christian Carlsson, KD (ersättare för Désirée Pethrus 24/9–31/12 2018; ledamot från 11/2 2021)
      - Ulf Lönnberg, KD (ersättare för Christian Carlsson 15/11 2021–28/1 2022)
- Gulan Avci, L[27]
- Joar Forssell, L[27]
- Fredrik Malm, L[27]
- Beatrice Ask, M[27] (2018/19–31/12 2019)
  - Lars Jilmstad, M (från 1/1 2020)
- Kristina Axén Olin, M[27]
- Margareta Cederfelt, M[27]
- Johan Forssell, M[27]
- Arin Karapet, M[27]
- Ulf Kristersson, M[27]
- Jessica Rosencrantz, M[27]
  - Lars Jilmstad, M (ersättare för Jessica Rosencrantz 26/8–31/12 2019)
    - Amir Adan, M (ersättare för Jessica Rosencrantz 1/1–3/5 2020)
- Per Bolund, MP[27] (statsråd 2018/19–30/11 2021)
  - Åsa Lindhagen, MP (ersättare för Per Bolund 24/9 2018–21/1 2019)
    - Pernilla Stålhammar, MP (ersättare för Per Bolund 21/1 2019–30/11 2021)
- Maria Ferm, MP[27] (statssekreterare 23/1 2019–30/11 2021)
  - Mats Berglund, MP (ersättare för Maria Ferm 23/1 2019–30/11 2021)
- Isabella Lövin, MP[27] (statsråd 2018/19–5/2 2021; ledamot 2018/19–31/1 2021)
  - Lorentz Tovatt, MP (ersättare för Isabella Lövin 2018/19–31/1 2021, därefter ledamot)
- Ylva Johansson, S[27] (statsråd; ledamot 24/9 2018–4/9 2019)
  - Thomas Hammarberg, S (ersättare för Ylva Johansson 24/9 2018–4/9 2019; ledamot 5/9 2019–1/2 2022)
    - Mattias Vepsä, S (från 1/2 2022)
- Kadir Kasirga, S[27] (2018/19–8/3 2020)
  - Sultan Kayhan, S (från 9/3 2020)
- Dag Larsson, S[27]
- Teres Lindberg, S[27]
- Lawen Redar, S[27]
- Annika Strandhäll, S[27] (statsråd 2018/19–1/10 2019 samt från 30/11 2021)
  - Sultan Kayhan, S (ersättare för Annika Strandhäll 24/9 2018–4/9 2019)
    - Elsemarie Bjellqvist, S (ersättare för Annika Strandhäll 5/9–1/10 2019 samt 30/11 2021–1/2 2022)
      - Alexander Ojanne, S (ersättare för Annika Strandhäll 1/2–8/6 2022)
        - Andrea Törnestam, S (ersättare för Annika Strandhäll från 8/6 2022)
- Anders Ygeman, S[27] (statsråd från 21/1 2019)
  - Mattias Vepsä, S (ersättare för Anders Ygeman 21/1–14/7 2019)
    - Elsemarie Bjellqvist, S (ersättare för Anders Ygeman 15/7–4/9 2019)
      - Sultan Kayhan, S (ersättare för Anders Ygeman 5/9 2019–8/3 2020)
        - Mattias Vepsä, S (ersättare för Anders Ygeman 9/3 2020–1/2 2022)
          - Elsemarie Bjellqvist, S (ersättare för Anders Ygeman 1/2–8/6 2022)
            - Alexander Ojanne, S (ersättare för Anders Ygeman från 8/6 2022)
- Anders Österberg, S[27]
- Yasmine Eriksson, SD[27]
- Katja Nyberg, SD[27]
- Henrik Vinge, SD[27]
- Nooshi Dadgostar, V[27]
  - Andreas Lennkvist Manriquez, V (ersättare för Nooshi Dadgostar 19/8 2019–29/2 2020)
- Ali Esbati, V[27]
- Jens Holm, V[27]
- Karin Rågsjö, V[27]

### 2022/23–2025/26
- Malin Björk, C[29]
- Elisabeth Thand Ringqvist, C[29]
- Martin Ådahl, C[29]
- Camilla Brodin, KD[29]
- Malin Danielsson, L[29]
- Joar Forssell, L[29]
- Romina Pourmokhtari, L[29]
- Kristina Axén Olin, M[29]
- Johan Forssell, M[29]
- Margareta Cederfelt, M[29]
- Arin Karapet, M[29]
- Fredrik Kärrholm, M[29]
- Jessica Rosencrantz, M[29]
- Per Bolund, MP[29]
- Daniel Helldén, MP[29]
- Åsa Lindhagen, MP[29]
- Ulrika Westerlund, MP[29]
- Jytte Guteland, S[29]
- Markus Kallifatides, S[29]
- Kadir Kasirga, S[29]
- Lawen Redar, S[29]
- Mirja Räihä, S[29]
- Annika Strandhäll, S[29]
- Daniel Vencu Velasquez Castro, S[29]
- Mattias Vepsä, S[29]
- Anders Ygeman, S[29]
- Angelika Bengtsson, SD[29]
- Gabriel Kroon, SD[29]
- Henrik Vinge, SD[29]
- Elsa Widding, SD[29]
- Lorena Delgado Varas, V[29]
- Ali Esbati, V[29]
- Ida Gabrielsson, V[29]
- Karin Rågsjö, V[29]

## Stockholms stad som riksdagsvalkrets under tvåkammarriksdagen

### Första kammaren
Stockholms stad var en egen valkrets i första kammaren under hela tvåkammarriksdagen. Ledamöterna valdes av Stockholms stadsfullmäktige. Antalet mandat var fyra vid 1866 års val och utökades till fem 1875, sex 1882, sju 1885, åtta 1890, nio 1905, tio 1915, elva 1921, tolv 1931, fjorton 1941, femton 1951 och slutligen sexton i valet 1956. I september 1909 hölls för första gången val med den proportionella valmetoden.

### Förstakammarledamöter

#### 1867–1909 (successivt förnyade mandat)
- Gillis Bildt (1867–14/3 1874)
  - Oscar Björnstjerna, FK:s min 1888–1901 (9/4 1874–1901)
    - Gustaf Tamm, FK:s min 1902–1904, mod 1905–1909 (1902–1909)

- Louis De Geer, skån 1873–1875 och 1883–1885, c 1885–1887 (1867–1888)
  - Axel Örbom, prot (1889)
    - Ragnar Törnebladh, min 1890–1904, mod 1905–1909 (1890–1909)

- Frans Schartau, kons (1867–1869)
  - Adolph Peyron (1870–1888)
    - Eduard Fränckel, prot (1889–1909)

- Oscar Wallenberg, min 1867–1870 (1867–1885)
  - Elis Fischer (24/3–31/12 1886)
    - Gillis Bildt (1887–1894)
      - Carl Hammarskjöld (1895–1897)
        - Ivar Afzelius, min (1898–1903)
          - John Lovén, min 1904, mod 1905–1906 (1904–1906)
            - Gustaf Richert, mod (1907–1909)

- Gustaf af Ugglas, min 1888–1893 (1876–1893)
  - Wilhelm Walldén, FK:s min 1894–1904, mod 1905–1906 (1894–18/5 1906)
    - Emil Kinander, mod (1907–1909)

- Albert Lindhagen (12/5 1883–1887)
  - Robert Almström, prot (1888–1896)
    - Carl von Friesen, min 1897–1904, mod 1905 (1897–lagtima riksmötet 1905)
      - Sixten von Friesen, vänstervilde (27/6 1905–1909)

- Lars Forssman (3/3 1886–21/1 1890)
  - Ludvig Annerstedt, min (12/2 1890–1904)
    - Ivar Afzelius, mod (lagtima riksmötet 1905–1909)

- Oscar Almgren, min 1890–1904, mod 1905–1909 (1890–1909)

- Pehr Rabe, mod (1905–1906)
  - Knut Wallenberg, högervilde (1907–1909)

#### 1910–1911
- Ivar Afzelius, mod
- Oscar Almgren, mod (1/1–8/3 1910)
  - Hugo Hernlund, mod (29/3 1910–1911)
- Eduard Fränckel, mod
- Gustaf von Rosen, mod
- Knut Wallenberg, högervilde
- Eliel Löfgren, lib s
- Oskar Eklund, vänstervilde
- Sixten von Friesen, vänstervilde
- Emil Hammarlund (1/1–9/2 1910)
  - Herman Lamm, vänstervilde (4/3 1910–1911)

#### 1912–1915
- Ivar Afzelius, n
- Ernst Trygger, vilde 1912, n 1913–1915
- Knut Wallenberg, n
- Johan Östberg, n
- Sixten von Friesen, lib s
- Herman Lamm, lib s
- Jan Berglund, s
- Ernst Klefbeck, s
- Charles Lindley, s

#### 1916–lagtima riksdagen 1919
- Karl Langenskiöld, n
- Johan Nyström, n (1916–18/7 1918)
  - Wilhelm Broman, n (urtima riksdagen 1918–1919)
- Hjalmar von Sydow, n
- Ernst Trygger, n
- Johan Östberg, n
- Knut Wallenberg, högervilde 1916–1917, vilde 1918–1919
- Herman Lamm, lib s
- Ernst Klefbeck, s
- Charles Lindley, s
- Fredrik Ström, s 1916, s vgr 1917–1919

#### Urtima riksdagen 1919–1921
- Sten Stendahl, n
- Ernst Trygger, n
- Johan Östberg, n
- Herman Lamm, lib s
- Jan Berglund, s
- Ernst Klefbeck, s
- Oscar Larsson, s (1919–17/4 1920)
  - Oscar Borge, s (7/5 1920–1921)
- Charles Lindley, s
- Gerhard Magnusson, s (1919–12/2 1920)
  - Oskar Erikson (politiker), s (27/2 1920–1921)
- Carl Romanus, s

#### 1922–1929
- Sam Clason, n (1922–19/12 1925)
  - Leon Ljunglund, n (1926–1929)
- Carl Hederstierna, n (1922–1928)
  - Erik Testrup, n (1929)
- Sten Stendahl, n
- Hjalmar von Sydow, n
- Ernst Trygger, n
- Herman Lamm, lib s 1922–1923, lib 1924–1928 (1922–1928)
  - Allan Cederborg, lib (1929)
- Jan Berglund, s
- Ernst Klefbeck, s
- Charles Lindley, s
- Arvid Thorberg, s
- Gustaf Wahl, s (1922–15/2 1924)
  - Paul Magnusson, s (7/3 1924–1929)

#### 1930–1937
- Carl Forssell, n 1930–1934, h 1935–1937
- Sten Stendahl, n 1930–1934 h 1935–1937
- Hjalmar von Sydow, n (1930–7/3 1932)
  - Gösta Bagge, n 1932–1934, h 1935–1936 (31/3 1932–1936)
    - Karl Wistrand, h (1937)
- Ernst Trygger, n 1930–1934, h 1935–1937
- Eliel Löfgren, lib 1930–1934, fp 1935–1937
- Georg Branting, s (1932–1937) (antalet mandat ökade med ett fr.o.m. 1932)
- Oskar Hagman, s
- Ernst Klefbeck, s
- Charles Lindley, s
- Fredrik Ström, s
- Arvid Thorberg, s (1/1–9/4 1930)
  - Olof Carlsson, s (28/4 1930–1937)
- Oskar Samuelson, k (Kilbom) (1930)
  - Ture Nerman, k (Kilbom)/sp (1931–1937)

#### 1938–1945
- Knut Ewerlöf, h
- Harald Nordenson, h
- Gösta Siljeström, h (1942–1945) (antalet mandat ökade med ett fr.o.m. 1942)
- Karl Wistrand, h
- Ivar Öman, h (1938–8/10 1940)
  - Gustaf Sandström, h (23/10 1940–1945)
- Natanael Gärde, fp
- Bertil Ohlin, fp (1938–1944)
  - Erik Englund, fp (1945)
- Georg Branting, s
- Olof Carlsson, s
- Oskar Hagman, s (1938–31/1 1942)
  - Ragnar Helgesson, s (23/2 1942–1945)
- Karl Karlsson, s (1938–19/2 1941)
  - Bertil Eriksson, s (12/3 1941–2/11 1942)
    - Olof Wiklund, s (19/11 1942–1945)
- Axel Strand, s
- Fredrik Ström, s
  - Axel Löfgren, s (1942–1945)

#### 1946–1953
- Ebon Andersson, h
- Knut Ewerlöf, h
- Harald Nordenson, h
- Karl Wistrand, h
- Ernst Ahlberg, h (1952–1953) (antalet mandat ökade med ett fr.o.m. 1952)
- John Bergvall, fp
- Erik Englund, fp
- Georg Branting, s
- Ewald Johannesson, s
- Ulla Lindström (1946 Alm, 1947 Alm-Lindström, från 1948 Lindström), s
- Ture Nerman, s
- Axel Strand, s
- Fredrik Ström, s (1946–18/10 1948)
  - Bertil Mogård, s (2/11 1948–1953)
- Valter Åman, s
- Gunnar Öhman, k

#### 1954–1961
- Ebon Andersson, h
- Knut Ewerlöf, h
- Nils Aastrup, fp (1954–1959)
  - Margareta Nordström, fp (1960–1961)
- John Bergvall, fp (1954–11/8 1959)
  - Staffan Hedblom, fp (21/9 1959–1961)
- Erik Englund, fp (1954–1/3 1958)
  - Per-Olof Hanson, fp (14/3 1958–1961)
- Birger Lundström, fp
- David Ollén, fp
- Ingrid Gärde Widemar, fp (1954–1960)
  - Bengt Sjönell, fp (1961)
- Carl Albert Anderson, s
- Georg Branting, s
- Gösta Elfving, s (1954–31/5 1957)
  - Bo Siegbahn, s (19/10 1957–1961)
- Knut Johansson, s (1957–1961) (antalet mandat ökade med ett fr.o.m. 1957)
- Ulla Lindström, s
- Bertil Mogård, s
- Axel Strand, s
- Valter Åman, s

#### 1962–1969
- Ebon Andersson, h (1962–1966)
  - Ingrid Diesen, h/m (1967–1969)
- Allan Hernelius, h/m
- Yngve Holmberg, h (1962–1968)
  - Alice Lundbeck, m (1969)
- Blenda Ljungberg, h (1962–1964)
  - Bertil Lidgard, h/m  (1965–1969)
- Jonas Nordenson, h (1962–1963)
  - Mary Hultell, h/m (1964–1969)
- Per-Olof Hanson, fp (1962–14/10 1964)
  - Joel Sörenson, fp (16/10 1964–1969)
- Birger Lundström, fp
- Margareta Nordström, fp (1962–1963)
  - Olle Dahlén, fp (1964–1969)
- Carl Albert Anderson, s (1962–20/7 1968)
  - Helge Berglund, s (16/10 1968–1969)
- Lennart Geijer, s
- Knut Johansson, s
- Herman Kling, s (1962–24/11 1964)
  - Yngve Persson, s (8/12 1964–1969)
- Ulla Lindström, s
- Alva Myrdal, s
- Axel Strand, s
- Fritjof Lager, k (1962–10/5 1965)
  - Lars Werner, k/vpk (26/5 1965–1969)

#### 1970
- Gösta Bohman, m
- Ethel Florén-Winther, m
- Allan Hernelius, m
- Bertil Lidgard, m
- Olle Dahlén, fp
- Gunnar Helén, fp
- Joel Sörenson, fp
- Jan-Erik Wikström, fp
- Helge Berglund, s
- Lennart Geijer, s
- Knut Johansson, s
- Ulla Lindström, s
- Alva Myrdal, s
- Yngve Persson, s
- Axel Strand, s
- Lars Werner, vpk

### Andra kammaren

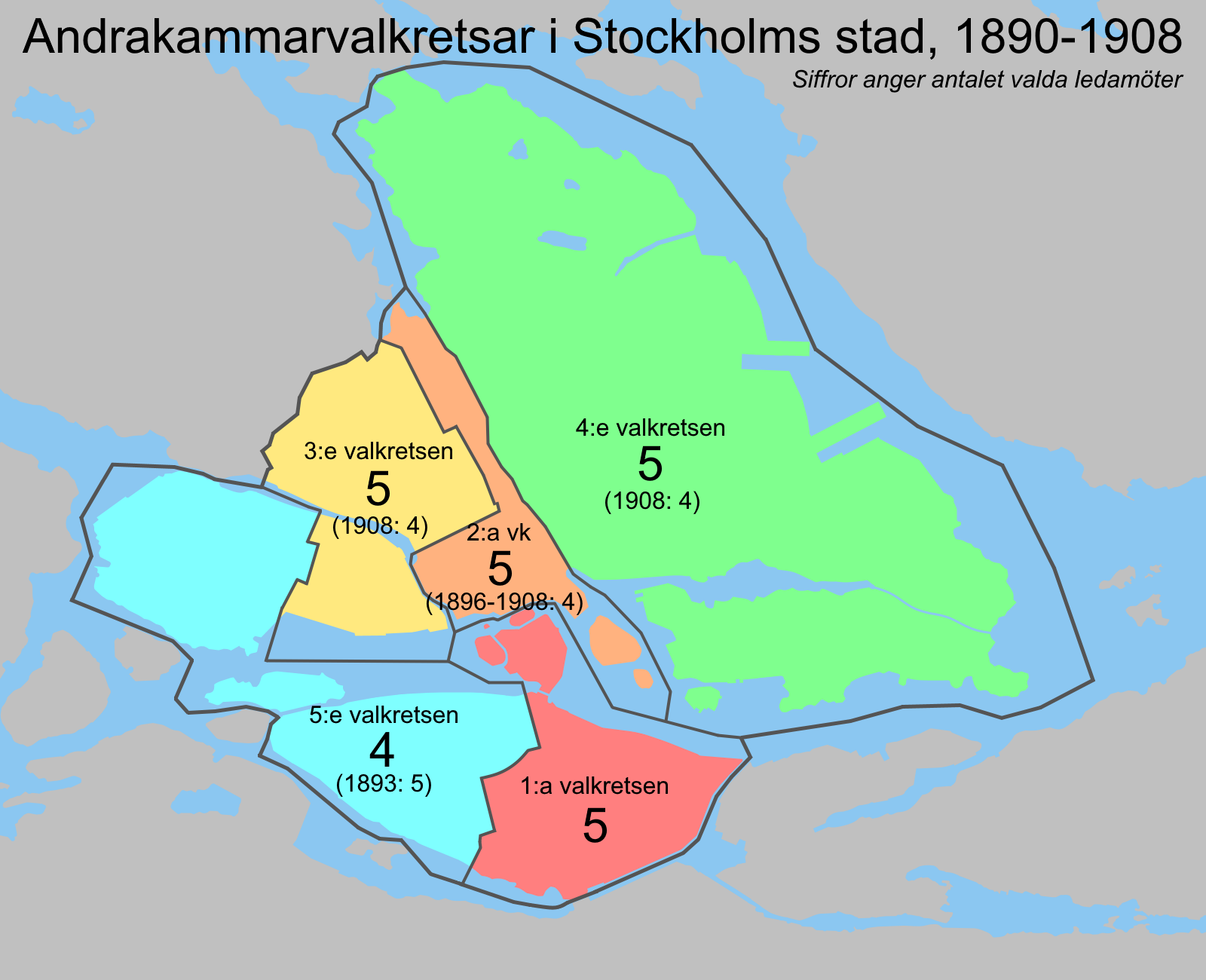
Valkretsar i Stockholms stad för valen 1890-1908.

Vid val till andra kammaren var Stockholms stad en samlad valkrets från valet 1866 till 1887. Från och med valet 1890 var staden uppdelad i fem valkretsar: Stockholms stads första valkrets (Katarina och Nicolai), Stockholms stads andra valkrets (Klara, Jakobs och Johannes församlingar), Stockholms stads tredje valkrets (Adolf Fredrik, Gustav Vasa, Matteus och östra Ulrika Eleonora), Stockholms stads fjärde valkrets (Östermalm) och Stockholms stads femte valkrets (Maria samt västra Ulrika Eleonora). 
Vid riksdagsvalet 1911 övergick man till två valkretsar. Stockholms stads första valkrets omfattade Gamla stan, Klara, Kungsholmen och Södermalm, medan Stockholms stads andra valkrets omfattade Norrmalm utom Klara, Östermalm och Vasastaden. När Brännkyrka inkorporerades 1914 ingick församlingen i första valkretsen, liksom Bromma, som tillkom från 1917 års val. Från valet 1917 överfördes också Klara till andra valkretsen. Från och med valet 1921 utgjorde Stockholms stad åter en enda valkrets till andra kammaren.
Antalet mandat i andra kammaren var tretton vid 1866 års val, vilket ökade till femton i valet 1875, sexton 1878, nitton 1884, tjugoen i vårvalet 1887 samt tjugotvå i höstvalet 1887. Under den efterföljande perioden med flera valkretsar för Stockholms stad hade dessa sammanlagt tjugofyra i valet 1890, tjugofem 1893, tjugotvå 1896 och tjugoen 1908. Vid valet 1911 minskades antalet ytterligare till totalt fjorton, men det ökades till femton vid höstvalet 1914 och sexton 1917. Detta antal bestod också för den återförenade valkretsen tills det ökades till arton i valet 1928, nitton 1932, tjugo 1936, tjugoen 1940, tjugotvå 1944, tjugofyra 1948 och tjugofem 1956. Antalet mandat sjönk sedan till tjugofyra 1964 och slutligen till tjugotvå i det sista andrakammarvalet 1968.

### Andrakammarledamöter för Stockholms stads valkrets 1867–1890

#### 1867–1869
- Axel Adlersparre, min
- August Blanche, lmp 1867, nylib 1868 (1867–30/11 1868)
  - Albert Lindhagen (1869)
- Alfred Fock
- Carl Grafström, nylib 1868–1869
- August Gripenstedt
- Lars Hierta
- Leonard Kinmanson
- Olle Leffler, min
- Johan Liljencrantz, lmp
- Carl Meijerberg, nylib 1868–1869
- Johan Sjöberg, min
- Holdo Stråle, min
- Conrad Svanberg, min

#### 1870–1872
- Axel Adlersparre
- Wilhelm Dufwa, lmp
- Alfred Fock
- Carl Grafström, nylib  (1870–1871)
  - Wilhelm Walldén (1872)
- August Gripenstedt
- Adolf Hedin, nylib 1870–1871, min 1872
- Lars Hierta
- Leonard Kinmanson (1870–1871)
  - Erik Edlund (1872)
- Olle Leffler, min (1870)
  - Richard Carlén, min (lagtima riksmötet 1871–1872)
- Johan Liljencrantz, lmp (1/1–12/2 1870)
  - Johan Sjöberg, min  (12/3 1870–1872)
- William Lindberg
- Julius Mankell, nylib 1870, lmp 1871–1872
- Adolf Erik Nordenskiöld, nylib 1870–1871, min 1872

#### 1873–1875
- Axel Adlersparre
- Axel Bergström, c
- Carl Björnstjerna, c
- Richard Carlén, c (1873)
  - Gustaf Lindmark, c (1874–1875)
- Alfred Fock
- August Gripenstedt (1873)
  - August Östergren (1874–1875)
- Adolf Hedin, c (1873–1874)
  - Carl Jacob Rossander (1875)
- Carl Lundström
- Gustaf Nyblæus
- Moritz Rubenson, c
- Johan Sjöberg, c
- Albert Staaff
- Wilhelm Walldén

#### 1876–1878
- Axel Adlersparre
- John Berg, c
- Axel Bergström, c
- Per Bergström
- Carl Björnstjerna, c
- Alfred Fock
- Henrik Hagerman
- Abraham Leijonhufvud
- Gustaf Lindmark, c
- Ludwig Peyron
- Fredrik von Rosen
- Moritz Rubenson, c
- Johan Sjöberg, c
- Holdo Stråle
- August Östergren (1876)
  - Adolf Hedin, c (1877–1878)

#### 1879–1881
- Axel Adlersparre (1/1–16/6 1879)
  - John Lovén, c (1880–1881)
- John Berg, c
- Carl Björn
- Carl Björnstjerna, c
- Gustaf Ericsson
- Alfred Fock
- Gustaf Gilljam
- Adolf Hedin, c
- Abraham Leijonhufvud
- Gustaf Lindmark, c
- Ludwig Peyron (1879–1880)
  - Adolf Erik Nordenskiöld (1881)
- Moritz Rubenson, c
- Johan Sjöberg, c
- Oscar Stackelberg, c
- Robert Themptander
- Anders Victor Åbergsson, c

#### 1882–1884
- John Berg, c (1882)
  - Hugo Arwidsson, nya c (1883–1884)
- Carl Björnstjerna, c 1882, c-h 1883–1884
- Alfred Fock
- Adolf Hedin, c 1882
- Johan Johansson
- Axel Key
- Abraham Leijonhufvud
- Gustaf Lindmark, c 1882
- John Lovén, c 1882
- Adolf Erik Nordenskiöld
- Moritz Rubenson, c 1882, c-h 1883–1884
- Johan Sjöberg, c 1882
- Oscar Stackelberg, c 1882
- Carl Söderström
- Jacob Wedberg
- Anders Victor Åbergsson, c 1882

#### 1885–första riksmötet 1887
- Hugo Arwidsson, nya c  (1885–30/1 1886)
  - Ernst Beckman (24/3 1886–1887)
- Wilhelm Carlson
- Gustaf Ericsson
- Jakob Erikson
- Alfred Fock
- Henrik Fredholm
- Sixten von Friesen
- Carl Grafström
- Richard Gustafsson, AK:s v 1886
- Emil Hammarlund
- Adolf Hedin, AK:s v 1886
- Johan Johansson
- Axel Key
- Adolf Erik Nordenskiöld
- Erik Nyström
- Johan Ohlsson
- Per Siljeström, AK:s v 1886
- Johan Sjöberg, c
- Oscar Stackelberg, c

#### Andra riksmötet 1887
- Ernst Beckman
- Erik Elliot
- Gustaf Ericsson
- Alfred Fock
- Henrik Fredholm
- Sixten von Friesen
- Carl Grafström
- Richard Gustafsson
- Emil Hammarlund
- Otto Höglund
- Johan Johansson
- Axel Key
- Sigurd Lovén
- Adolf Erik Nordenskiöld
- Erik Nyström
- Johan Ohlsson
- Per Siljeström
- Johan Sjöberg, c
- Oscar Stackelberg, c
- Wilhelm Walldén
- Theodor Winborg

#### 1888–1890
Det ursprungliga valet underkändes – se Andrakammarvalet hösten 1887.
- Carl Oscar Berg, nya lmp
- Carl Gustaf Bergman, nya lmp
- Gustaf Berndes, nya lmp
- Gustaf Emanuel Beskow, nya lmp
- Anton Bexelius, nya lmp
- Walfrid Billing, nya lmp
- Frans Björck, nya lmp
- Victor Carlson, nya lmp
- Wilhelm Carlson, nya lmp
- Staffan Cederschiöld, nya lmp
- Fabian Höglund, nya lmp
- Gustaf de Laval, nya lmp
- Gustaf Lindmark, nya lmp 1888–1889
- Magnus Lund, nya lmp
- Wilhelm Lyth, nya lmp
- Carl Nyström, nya lmp
- Hjalmar Palmstierna, nya lmp
- Knut Styffe, nya lmp
- Conrad Svanberg, nya lmp (1888–22/3 1889)
  - Adolf Hedin (1/5 1889–1890)
- Feodor Werner, nya lmp
- Ulric Widström, nya lmp
- Veit Wittrock, nya lmp

### Andrakammarledamöter för Stockholms stads fem valkretsar 1891–1911

#### 1891–1893
- Jakob Erikson, AK:s c
- Arvid Gumælius, AK:s c
- Magnus Höjer, AK:s c
- Christian Lovén, AK:s c
- Julius Mankell, AK:s c
- Wilhelm Walldén, AK:s c
- Fridtjuv Berg, gamla lmp
- Johan Fjällbäck, gamla lmp, AK:s c
- Ernst Beckman, "stockholmsbänken" 1891–1892, AK:s c 1893
- Henrik Fredholm, "stockholmsbänken" 1891–1892, vilde 1893
- Sixten von Friesen, "stockholmsbänken" 1891–1892, AK:s c 1893
- Adolf Hedin, "stockholmsbänken" 1891–1892, vilde 1893
- Jakob Ekman
- Gustaf Ericsson
- Alfred Fock
- Richard Gustafsson (1891–lagtima riksmötet 1892)
  - John Olsson (urtima riksmötet 1892–1893)
- Hugo Hamilton
- Emil Hammarlund
- Johan Johansson
- Nils Linder
- Adolf Erik Nordenskiöld
- Olof Olsson
- Curt Wallis
- Edvard Wavrinsky

#### 1894–1896
- Otto Höglund, bmp 1894, vilde 1895–1896
- Edvard von Krusenstjerna, bmp 1894, vilde 1895–1896
- Gustaf Lagerbring, bmp 1894, nya c 1895–1896
- Clas Odhner, bmp 1894, nya c 1895–1896
- Viktor Ramstedt, bmp 1894, nya c 1895–1896
- Jakob Erikson, AK:s c 1894, vilde 1895–1896
- Johan Fjällbäck, AK:s c 1894, folkp 1895–1896
- Sixten von Friesen, AK:s c 1894, vilde 1895–1896
- Magnus Höjer, AK:s c 1894, folkp 1895–1896
- Julius Mankell, AK:s c 1894, folkp 1895–1896
- David Bergström, folkp 1895–1896
- Oskar Eklund, folkp 1895–1896
- Gustaf Ericsson, folkp 1895–1896
- Johan Johansson, folkp 1895–1896
- John Olsson, folkp 1895–1896
- Sven Palme, folkp 1895–1896
- Johannes Svensson, folkp 1895–1896
- Curt Wallis, folkp 1895–1896
- Edvard Wavrinsky, folkp 1895–1896
- Fridtjuv Berg, gamla lmp 1894, folkp 1895–1896
- Jakob Ekman, gamla lmp 1894, lmp 1895, vilde 1896
- Henrik Fredholm, vilde
- Emil Hammarlund
- Adolf Hedin, vilde
- Robert Themptander, vilde 1894, fr c 1895–1896

#### 1897–1899
- Fridtjuv Berg, folkp
- David Bergström, folkp
- Jakob Byström, folkp
- Oskar Eklund, folkp
- Johan Fjällbäck, folkp
- Magnus Höjer, folkp
- John Olsson, folkp
- Olof Olsson, folkp (1897)

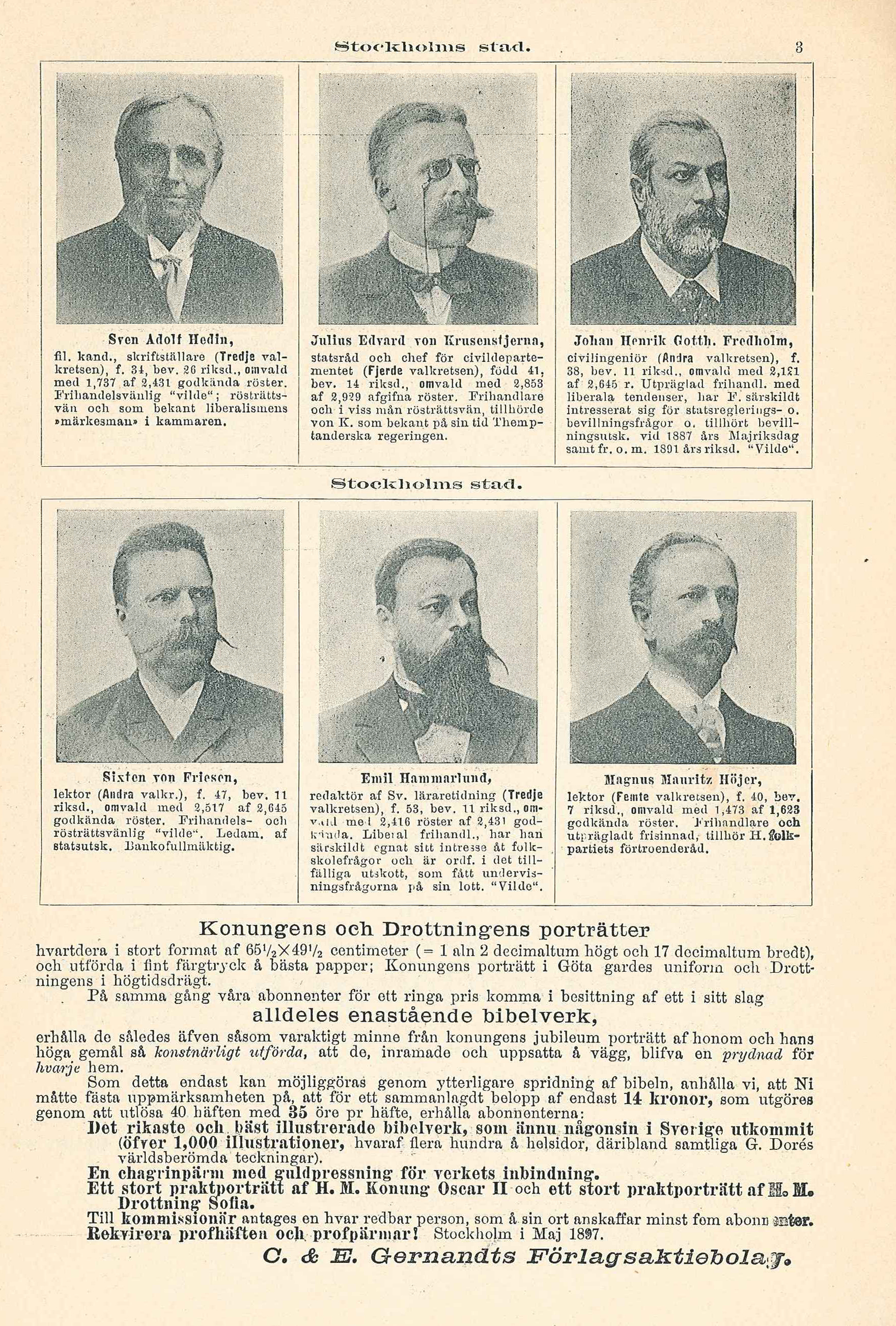
Sex av Stockholms stads ledamöter i 1897 års riksdag. Övre raden från vänster: Hedin, von Krusenstjerna och Fredholm. Nedre raden: von Friesen, Hammarlund och Höjer.

  - Theodor Nordström, vilde 1898, Friesenska 1899 (1898–1899)
- Karl Staaff, folkp
- Curt Wallis, folkp
- Edvard Wavrinsky, folkp
- Henrik Fredholm, Friesenska
- Sixten von Friesen, Friesenska
- Hugo Hamilton, Friesenska
- Emil Hammarlund, Friesenska
- Christian Lovén, fr c 1897, Friesenska 1899
- Robert Themptander, fr c (1–30/1 1897)
  - Carl Lindhagen, folkp (16/3 1897–1899)
- Hjalmar Branting, vilde
- Adolf Hedin, vilde
- Otto Höglund, vilde
- Edvard von Krusenstjerna, vilde
- Clas Odhner, vilde (1897)
  - Martin Nyström, folkp (1898–1899)

#### 1900–1902
- Fridtjuv Berg, lib s
- David Bergström, lib s
- Jakob Byström, lib s
- Gerard De Geer, lib s
- Oskar Eklund, lib s
- Henrik Fredholm, lib s
- Sixten von Friesen, lib s
- Hugo Hamilton, lib s (1900–1901)
  - Victor Moll, lib s (1902)
- Emil Hammarlund, lib s
- Magnus Höjer, lib s
- Carl Lindhagen, lib s
- Martin Nyström, lib s
- John Olsson, lib s
- Emil Smith, lib s
- Karl Staaff, lib s
- Gustaf Wallenberg, vilde 1900–1901, lib s 1902
- Curt Wallis, lib s
- Edvard Wavrinsky, lib s
- Hjalmar Branting, vilde
- Adolf Hedin, vilde
- Edvard von Krusenstjerna, vilde
- Theodor Nordström, vänstervilde

#### 1903–1905
- Fridtjuv Berg, lib s
- David Bergström, lib s
- Jakob Byström, lib s
- Gerard De Geer, lib s
- Oskar Eklund, lib s
- Henrik Fredholm, lib s (1903–1904)
  - Sven Palme, lib s (1905)
- Sixten von Friesen, lib s (1903–23/6 1905)
  - Karl Warburg, lib s (25/7–31/12 1905)
- Emil Hammarlund, lib s
- Adolf Hedin, lib s (1903–20/9 1905)
  - Ernst Blomberg, s (16/10–31/12 1905)
- Magnus Höjer, lib s
- Carl Lindhagen, lib s
- Victor Moll, lib s
- Svante Natt och Dag, lib s
- Martin Nyström, lib s
- John Olsson, lib s
- Karl Staaff, lib s
- Gustaf Wallenberg, lib s
- Curt Wallis, lib s
- Edvard Wavrinsky, lib s
- Hjalmar Branting, s
- Edvard von Krusenstjerna, vilde
- Theodor Nordström, vänstervilde

#### 1906–1908
- Fridtjuv Berg, lib s
- David Bergström, lib s (1906–1907)
  - Knut Tengdahl, s (1908)
- Jakob Byström, lib s
- Emil Hammarlund, lib s
- Magnus Höjer, lib s
- Knut Kjellberg, lib s
- Edvard von Krusenstjerna, vilde (1906–1/2 1907)
  - Thorvald Fürst, lib s (13/3 1907–1908)
- Carl Lindhagen, lib s 1906–1907, vänstervilde 1908
- Herman Lindqvist, s
- Erik Lovén, lib s
- Erik Martin, lib s
- Victor Moll, lib s
- Svante Natt och Dag, lib s (1906)
  - Charles Lindley, s (1907–1908)
- Martin Nyström, lib s
- Sven Palme, lib s
- Karl Staaff, lib s
- Gustaf Wallenberg, lib s (1906)
  - Karl Hildebrand, n fr (1907–1908)
- Curt Wallis, lib s 1906, vänstervilde 1907–1908
- Karl Warburg, lib s
- Edvard Wavrinsky, lib s 1906–1907, vänstervilde 1908
- Ernst Blomberg, s
- Hjalmar Branting, s

#### 1909–1911
- Fridtjuv Berg, lib s
- Jakob Byström, lib s
- Thorvald Fürst, lib s
- Knut Kjellberg, lib s
- Gustaf Kobb, lib s
- Herman Lindqvist, s
- Sven Palme, lib s
- Erik Palmstierna, lib s
- Karl Staaff, lib s
- Ernst Blomberg, s (1909–1910)
  - Carl Winberg, s (1911)
- Hjalmar Branting, s
- Johannes Hasselquist, s
- John Johansson, s
- Carl Lindhagen, s
- Charles Lindley, s
- Sven Persson, s
- Hjalmar Rissén, s
- Ernst Söderberg, s
- Knut Tengdahl, s
- Curt Wallis, vänstervilde
- Edvard Wavrinsky, vänstervilde

### Andrakammarledamöter för Stockholms stads två valkretsar 1912–1921

#### 1912–1914 (vårsessionen)

##### Första valkretsen
- Arvid Lindman, lmb
- Fridtjuv Berg, lib s
- Allan Cederborg, lib s
- Hjalmar Branting, s
- Herman Lindqvist, s
- Ernst Söderberg, s
- Knut Tengdahl, s

##### Andra valkretsen
- Karl Hildebrand, lmb
- Johan Nyström, lmb
- Jakob Byström, lib s
- Karl Staaff, lib s
- Carl Lindhagen, s
- Erik Palmstierna, s
- Carl Winberg, s

#### 1914 (höstsessionen)

##### Första valkretsen
- Carl Hallendorff, lmb
- Arvid Lindman, lmb
- Fridtjuv Berg, lib s
- Hjalmar Branting, s
- Herman Lindqvist, s
- Ernst Söderberg, s
- Knut Tengdahl, s

##### Andra valkretsen
- Karl Herlitz, lmb
- Karl Hildebrand, lmb
- Joachim Åkerman, lmb
- Johannes Hellner, fris f
- Karl Staaff, lib s
- Carl Lindhagen, s
- Erik Palmstierna, s

#### 1915–1917

##### Första valkretsen
- Carl Hallendorff, lmb
- Arvid Lindman, lmb
- Fridtjuv Berg, lib s (1915–29/2 1916)
  - Allan Cederborg, lib s (16/3 1916–1917)
- Hjalmar Branting, s
- Zeth Höglund, s 1915–1916, s vgr 1917
- Herman Lindqvist, s
- Ernst Söderberg, s (1915–1916)
  - Johan Björling, s vgr (1917)
- Knut Tengdahl, s

##### Andra valkretsen
- Karl Hildebrand, lmb
- Sven Lübeck, lmb
- Joachim Åkerman, lmb
- Karl Staaff, lib s (1915)
  - Jakob Byström, lib s (1916–1917)
- Carl Lindhagen, s 1915–1916, s vgr 1917
- Erik Palmstierna, s
- Carl Winberg, s 1915–1916, s vgr 1917

#### 1918–1920

##### Första valkretsen
- Arvid Lindman, lmb
- Erik Nylander, lmb
- Knut Kjellberg, lib s
- Hjalmar Branting, s
- Oskar Hagman, s
- Herman Lindqvist, s lagtima riksmötet 1918, vilde urtima riksmötet 1918, s 1919–1920
- Gustav Möller, s (1918–lagtima riksmötet 1919)
  - Edvard Johanson, s (urtima riksmötet 1919–1920)
- Knut Tengdahl, s (1918–lagtima riksmötet 1919)
  - Wictor Karlsson, s (urtima riksmötet 1919–1920)

##### Andra valkretsen
- Karl Hildebrand, lmb (1918)
  - Arne Forssell, lmb (1919–1920)
- Sven Lübeck, lmb
- Erik Söderhielm, lmb
- Eliel Löfgren, lib s
- Ernst Andersson, s
- Ernst Eriksson, s
- Per Albin Hansson, s
- Erik Palmstierna, s

#### 1921

##### Första valkretsen
- Fredrik Block, lmb
- Arvid Lindman, lmb
- Ivan Bratt, lib s
- Herman Lindqvist, s
- Hjalmar Branting, s
- Hjalmar Gustafson, s
- Oskar Hagman, s
- Edvard Johanson, s

##### Andra valkretsen
- Sven Lübeck, lmb
- Erik Nylander, lmb
- Karl Starbäck, lmb
- Erik Söderhielm, lmb
- Eliel Löfgren, lib s
- Ernst Eriksson, s
- Per Albin Hansson, s
- Wiktor Holmström, s

### Andrakammarledamöter för Stockholms stads valkrets 1922–1970

#### 1922–1924
- Henrik Kinmanson, lmb
- Arvid Lindman, lmb
- Sven Lübeck, lmb
- Erik Nylander, lmb
- Karl Starbäck, lmb
- Bertha Wellin, lmb
- Nils Edén, lib s 1922–1923, lib 1924
- Hjalmar Branting, s
- Ernst Eriksson, s
- Oskar Hagman, s
- Per Albin Hansson, s
- Wiktor Holmström, s
- Edvard Johanson, s
- Herman Lindqvist, s
- Agda Östlund, s
- Karl Kilbom, k

#### 1925–1928
- Arne Forssell, lmb
- Otto Holmdahl, lmb
- Otto Järte, lmb
- Arvid Lindman, lmb
- Erik Nylander, lmb
- Bertha Wellin, lmb
- Eliel Löfgren, lib
- Hjalmar Branting, s (1/1–24/2 1925)
  - Signe Vessman, s (16/3 1925–1928)
- Olof Carlsson, s
- Ernst Eriksson, s
- Oskar Hagman, s
- Per Albin Hansson, s
- Wiktor Holmström, s
- Edvard Johanson, s
- Herman Lindqvist, s
- Agda Östlund, s

#### 1929–1932
- Arne Forssell, lmb 1929–1931, vilde 1932
- Otto Holmdahl, lmb
- Otto Järte, lmb
- Arvid Lindman, lmb
- Erik Nygren, lmb
- Erik Nylander, lmb
- Bertha Wellin, lmb
- Conrad Carleson, lib
- Carl Gustaf Ekman, fris
- Arthur Engberg, s
- Ernst Eriksson, s
- Per Albin Hansson, s
- Zeth Höglund, s
- Edvard Johanson, s
- Herman Lindqvist, s (1929–29/5 1932)
- Agda Östlund, s
- Edoff Andersson, k 1929, k (Kilbom) 1930–1932
- Karl Kilbom, k 1929, k (Kilbom) 1930–1932

#### 1933–1936
- Gustaf Arnemark, lmb 1933–1934, h 1935–1936
- Otto Holmdahl, lmb 1933–1934, h 1935–1936
- Arvid Lindman, lmb 1933–1934, h 1935 (1933–1935)
  - Åke Hassler, h (1936)
- Erik Nylander, lmb 1933–1934, h 1935–1936
- Carl Ossbahr, lmb 1933–1934, h 1935–1936
- Bertha Wellin, lmb 1933–1934, h 1935–1936
- Conrad Carleson, lib/fp
- Sigvard Cruse, s
- Arthur Engberg, s
- Ernst Eriksson, s
- Ruth Gustafson, s
- Per Albin Hansson, s
- Zeth Höglund, s
- Edvard Johanson, s (1933–25/1 1936)
  - Karl Karlsson, s (25/2–31/12 1936)
- Carl Lindberg, s
- Frans Severin, s
- Agda Östlund, s
- Edoff Andersson, k (Kilbom)/sp (1933–18/6 1934)
  - Arvid Olsson, sp (1935–1936)
- Karl Kilbom, k (Kilbom)/sp

#### 1937–1940
- Ebon Andersson, h
- Gustaf Arnemark, h
- Gösta Bagge, h
- Torsten Henriksson, h
- Otto Holmdahl, h
- Erik Nylander, h
- John Bergvall, fp
- Beth Hennings, fp (1937)
  - Oscar Baeckman, fp (1938–1940)
- Kerstin Hesselgren, frisinnad vilde 1937, fp 1938–1940
- Sigvard Cruse, s
- Arthur Engberg, s
- Ernst Eriksson, s
- Ruth Gustafson, s
- Per Albin Hansson, s
- Zeth Höglund, s
- Carl Lindberg, s
- Frans Severin, s
- Agda Östlund, s
- Karl Kilbom, sp 1937, s 1938–1940
- Arvid Olsson, sp

#### 1941–1944
- Ebon Andersson, h
- Gustaf Arnemark, h (1941–2/3 1942)
  - Gunnar Sundqvist, h (20/3 1942–1944)
- Gösta Bagge, h
- Torsten Henriksson, h
- Otto Holmdahl, h
- Erik Nylander, h (1/1–19/7 1941)
  - Elis Håstad, h (5/12 1941–1944)
- Thorwald Bergquist, fp (1941–1942)
  - Hanna Rydh, fp (1943–1944)
- John Bergvall, fp
- Kerstin Hesselgren, fp
- Sigvard Cruse, s
- Sigrid Ekendahl (Eriksson fram till vårsessionen 1941), s
- Ernst Eriksson, s
- Ruth Gustafson, s
- Per Albin Hansson, s
- Karl Kilbom, s
- Carl Lindberg, s
- Seth Molander, s
- Torsten Nilsson, s
- Frans Severin, s
- Disa Västberg, s
- Set Persson, k

#### 1945–1948
- Ebon Andersson, h (1945)
  - Gunnar Sundqvist, h (1/1–2/2 1946)
    - Elsa Ewerlöf, h (14/2 1946–1948)
- Gösta Bagge, h (1945–23/7 1947)
  - Jarl Hjalmarson, h  (9/12 1947–1948)
- Per Hjalmar Fagerholm, h
- Torsten Henriksson, h
- Elis Håstad, h
- Gunnar Ljungqvist, h
- John Bergvall, fp (1945)
  - Yngve Larsson, fp (1946–1948)
- Johan Johnsson, fp
- Bertil Ohlin, fp
- Sigvard Cruse, s
- Sigrid Ekendahl, s
- Ernst Eriksson, s
- Ruth Gustafson, s
- Per Albin Hansson, s (1945–6/10 1946)
  - Seth Molander, s (23/10 1946–18/10 1948)
    - Sonja Branting-Westerståhl, s (2/11–31/12 1948)
- Carl Lindberg, s
- Emil Malmborg, s
- Torsten Nilsson, s
- Frans Severin, s
- Disa Västberg, s
- Gustav Johansson, k
- Gerda Linderot, k
- Set Persson, k (1945–30/10 1946)
  - Fritjof Lager, k (26/11 1946–1948)

#### 1949–1952
- Elsa Ewerlöf, h
- Per Hjalmar Fagerholm, h
- Jarl Hjalmarson, h
- Elis Håstad, h
- Ruth Ager, fp
- Gerda Höjer, fp
- Johan Johnsson, fp
- Gustaf Kollberg, fp
- Yngve Larsson, fp
- Folke Nihlfors, fp
- Bertil Ohlin, fp
- Ingrid Gärde Widemar, fp
- Daniel Wiklund, fp
- Nancy Eriksson, s
- Tage Erlander, s
- Hans Gustafsson, s
- Sture Henriksson, s
- Carl Lindberg, s
- Emil Malmborg, s
- Torsten Nilsson, s
- Frans Severin, s
- Disa Västberg, s
- Gustav Johansson, k
- Fritjof Lager, k

#### 1953–1956
- Elsa Ewerlöf, h
- Elis Håstad, h
- Folke Kyling, h (1953–20/10 1954)
  - Ernst Ahlberg, h (1/11 1954–1956)
- Erik Nygren, h
- Ruth Ager, fp
- Carl Walfrid Carlsson, fp
- Olle Dahlén, fp
- Gerda Höjer, fp
- Gustaf Kollberg, fp
- Martin Larsson, fp
- Folke Nihlfors, fp
- Bertil Ohlin, fp
- Einar Rimmerfors, fp
- Nancy Eriksson, s
- Tage Erlander, s
- Hans Gustafsson, s
- Sture Henriksson, s
- Carl Lindberg, s
- Emil Malmborg, s
- Torsten Nilsson, s
- Frans Severin, s
- Disa Västberg, s
- Hilding Hagberg, k
- Gustav Johansson, k

#### 1957–vårsessionen 1958
- Ernst Ahlberg, h
- Elsa Ewerlöf, h
- Gunnar Heckscher, h
- Elis Håstad, h
- David Svenungsson, h
- Carl Walfrid Carlsson, fp
- Olle Dahlén, fp
- Lennart Eliasson, fp
- Gustaf Kollberg, fp
- Martin Larsson, fp
- Folke Nihlfors, fp
- Gerda Höjer, fp
- Bertil Ohlin, fp
- Einar Rimmerfors, fp
- Stellan Arvidson, s
- Sigrid Ekendahl, s
- Nancy Eriksson, s
- Tage Erlander, s
- Hans Gustafsson, s
- Hans Hagnell, s
- Sture Henriksson, s (1/1–22/4 1957)
  - Erland Carbell, s (18/5 1957–1958)
- Torsten Nilsson, s
- Inga Thorsson, s
- Hilding Hagberg, k
- Gustav Johansson, k

#### Höstsessionen 1958–1960
- Folke Björkman, h
- Gösta Bohman, h
- Ove Gansmoe, h
- Gunnar Heckscher, h
- Elis Håstad, h (1958–7/5 1959)
  - Sten Källenius, h (11/5 1959–1960)
- Astrid Kristensson, h
- David Svenungsson, h
- Gerda Höjer, fp
- Gustaf Kollberg, fp
- Martin Larsson, fp
- Folke Nihlfors, fp
- Bertil Ohlin, fp
- Einar Rimmerfors, fp
- Stellan Arvidson, s
- Erland Carbell, s
- Sigrid Ekendahl, s
- Nancy Eriksson, s
- Tage Erlander, s
- Hans Gustafsson, s
- Hans Hagnell, s
- Torsten Nilsson, s
- Åke Zetterberg, s
- Inga Thorsson, s (1958)
  - Nils Kellgren, s (1959–1960)
- Hilding Hagberg, k
- Gustav Johansson, k

#### 1961–1964
- Folke Björkman, h
- Gösta Bohman, h
- Gunnar Heckscher, h
- Astrid Kristensson, h
- Sten Källenius, h
- David Svenungsson, h
- Carl Walfrid Carlsson, fp (1961–1963)
  - Ruth Forsling, fp (1964)
- Gustaf Kollberg, fp
- Bertil Ohlin, fp
- Einar Rimmerfors, fp
- Ingrid Gärde Widemar, fp
- Daniel Wiklund, fp
- Stellan Arvidson, s
- Erland Carbell, s
- Sigrid Ekendahl, s
- Nancy Eriksson, s
- Tage Erlander, s
- Hans Gustafsson, s
- Hans Hagnell, s
- Nils Kellgren, s
- Oskar Lindkvist, s
- Torsten Nilsson, s
- Åke Zetterberg, s
- Hilding Hagberg, k
- Gustav Johansson, k (1961–1962)
  - C.-H. Hermansson, k (1963–1964)

#### 1965–1968
- Folke Björkman, h
- Gösta Bohman, h
- Filip Fridolfsson, h
- Gunnar Heckscher, h (1/1–14/10 1965)
  - Dagmar Heurlin, h 2/11 1965–6/5 1968, vilde 7/5–15/10 1968 (2/11 1965–15/10 1968)
    - Hans Almryd, h (18/10–31/12 1968)
- Astrid Kristensson, h
- Bengt Sjönell, c
- Folke Nihlfors, fp
- Bertil Ohlin, fp
- Einar Rimmerfors, fp
- Ola Ullsten, fp
- Ingrid Gärde Widemar, fp (1965–29/3 1968)
  - Martin Larsson, fp (24/4–31/12 1968)
- Daniel Wiklund, fp
- Stellan Arvidson, s
- Erland Carbell, s (1965–2/2 1966)
  - Oskar Lindkvist, s (29/2 1966–1968)
- Sigrid Ekendahl, s
- Nancy Eriksson, s
- Tage Erlander, s
- Hans Gustafsson, s
- Hans Hagnell, s
- Nils Kellgren, s
- Torsten Nilsson, s
- Åke Zetterberg, s
- C.-H. Hermansson, k/vpk
- Axel Jansson, k/vpk (1965–22/6 1968)
  - Carsten Thunborg, vpk (16/10–31/12 1968)

#### 1969–1970
- Gösta Bohman, m (1969)
  - Folke Björkman, m (1970)
- Filip Fridolfsson, m
- Yngve Holmberg, m
- Astrid Kristensson, m
- Bengt Sjönell, c
- Per Ahlmark, fp
- Kerstin Anér, fp
- Bertil Ohlin, fp
- Ola Ullsten, fp
- Daniel Wiklund, fp
- Nancy Eriksson, s
- Tage Erlander, s
- Anita Gradin, s
- Hans Gustafsson, s (1969)
  - Sven-Göran Olhede, s (1970)
- Hans Hagnell, s
- Mats Hellström, s
- Oskar Lindkvist, s
- Torsten Nilsson, s
- Olof Palme, s
- Gertrud Sigurdsen, s
- Bertil Zachrisson, s
- C.-H. Hermansson, vpk

## Val
Nedanstående tabell visar valresultatet i Stockholms kommuns valkrets i 2022 års riksdagsval.
| Parti                  | Parti                    | Röster  | Röster | Röster | Mandatfördelning | Mandatfördelning |
| Parti                  | Parti                    | Antal   | %      | +− %   | Antal            | +−               |
| ---------------------- | ------------------------ | ------- | ------ | ------ | ---------------- | ---------------- |
|                        | Socialdemokraterna       | 170 308 | 28,07  | +4,31  | 9                | +1               |
|                        | Moderata samlingspartiet | 115 706 | 19,07  | -2,81  | 6                | -1               |
|                        | Vänsterpartiet           | 71 171  | 11,73  | -1,39  | 4                | -                |
|                        | Sverigedemokraterna      | 64 730  | 10,67  | +0,83  | 4                | +1               |
|                        | Miljöpartiet de gröna    | 60 791  | 10,02  | +2,32  | 4                | +1               |
|                        | Centerpartiet            | 51 437  | 8,48   | −0,59  | 3                | -                |
|                        | Folkpartiet liberalerna  | 41 663  | 6,87   | −0,98  | 3                | -                |
|                        | Kristdemokraterna        | 19 227  | 3,17   | −1,70  | 1                | -                |
|                        | Övriga                   | 11 721  | 1,93   | -0,01  | —                | —                |
| Antal giltiga röster   | Antal giltiga röster     | 606 754 |        |        |                  |                  |
| Blanka ogiltiga röster | Blanka ogiltiga röster   | 4 311   |        |        |                  |                  |
| Övriga ogiltiga röster | Övriga ogiltiga röster   | 843     |        |        |                  |                  |
| Totalt                 | Totalt                   | 611 908 |        |        |                  |                  |

Antalet röstberättigade inför valet utgjorde 728 089.